# Guardialfiera (címzetes püspöki szék)
Az 1968-ban megalapított Guardialfierai címzetes püspöki szék az 1059 és 1818 között létezett Guardialfierai egyházmegye utóda (ami most a Termoli-Larinói egyházmegye része). Jelenlegi címzetes püspöke Fábry Kornél, az Esztergom-Budapesti főegyházmegye segédpüspöke 2023. június 27. óta.

## Korábbi címzetes püspökök
- Ramón Sanahuja y Marcé (1969.04.22. – 1970.08.08.)
- Juan Luis Ysern de Arce (1972.04.12. – 1974.05.13.)
- Antonio Cabri C.S.I. (1974.05.09. – 1974.07.27.)
- Juan José Gerardi Conedera (1984.08.14. – 1998.04.26.)
- Pablo Virgilio Siongco David (2006.05.27. – 2015.10.14.)
- Gaetano Di Pierro S.C.I. (75) (2001.04.24. – 2006.05.13.)
- Pablo Virgilio Siongco David (2006.05.27. – 2015.10.14.)
- Adilson Pedro Busin C.S (2016.01.27. – 2023.05.03.)